# Коблицкий, Константин Андреевич
Константин Андреевич Коблицкий (20 февраля 1927 года, Балаково, Саратовская область — 6 января 2003 года, Сосновый Бор, Ленинградская область) — начальник Монтажно-строительного управления № 90 треста «Энергоспецмонтаж». Герой Социалистического Труда (1981).

## Биография
Родился 20 февраля 1927 года в городе Балаково Саратовской области.
В 1948 году окончил в городе Сумы техникум по специальности «техник-технолог по производству машин и аппаратов химической промышленности». Трудовую деятельность начал на заводе «Уралхиммаш» в Свердловске.
В 1952 году направлен в Ангарск для работы в тресте «Востокхиммонтаж». В 1956 году назначен главным инженером монтажно-строительного управления в Красноярске-26, которое участвовало в строительстве подземного горно-химического завода ОК-120 по производству оружейного плутония. Участвовал в монтаже и сдаче первого атомного реактора на этом предприятии (1958).
В 1959 году назначен начальником монтажного управления треста «Сибхиммонтаж» Министерства среднего машиностроения СССР. Принимал непосредственное участие в монтаже двух реакторов, которые были сданы в 1962 и 1964 годах. За эти трудовые достижения был награждён орденом «Знак Почёта».
С 1965 года работал в монтажно-строительном управлении № 88 треста «Энергоспецмонтаж». Участвовал в монтаже опытно-промышленного реактора в городе Шевченко, за что награждён в 1971 году орденом Ленина.
В 1972 году назначен начальником монтажно-строительного управления № 90 треста «Энергоспецмонтаж» в городе Сосновый Бор Ленинградской области. Участвовал в строительстве объектов Ленинградской АЭС.
В 1981 году руководил коллективом МСУ № 90, направленным на строительство Игналинской АЭС в городе Снечкус, Литовская ССР. В Снечкусе смонтировал два энергоблока атомной станции.
За выдающиеся достижения в трудовой деятельности был удостоен в 1981 году звания Героя Социалистического Труда.
После выхода на пенсию проживал в городе Сосновый Бор, где скончался 6 января 2003 года. Похоронен на городском Ковашевском кладбище.

## Награды
- Герой Социалистического Труда — указом Президиума Верховного Совета СССР от 10 марта 1981 года
- Орден Ленина — дважды (1971, 1981)
- Орден «Знак Почёта» (1965)
- Орден Октябрьской Революции (1975)

## Память
- 3 июня 2008 года в Сосновом Бору была торжественно открыта мемориальная доска Константину Коблицкому на доме № 17 по улице 50 лет Октября. В этом доме Константин Коблицкий проживал с 1972 по 2003 год[1].